# Cvrček lesní
Crvček lesní (Nemobius sylvestris) je nelétavý druh z čeledi cvrčkovití. Původně se vyskytoval v západní Evropě a severní Africe, nyní se vyskytuje také ve střední Evropě (včetně Česka).

## Popis
Cvrček lesní je malý, tmavě hnědý a žije nejčastěji v prosvětlených listnatých lesích, zejména dubových, měří 7 až 11 mm. Ani samci, ani samice nemají zadní křídla; u samců se přední křídla rozprostírají do poloviny břicha, zatímco u samic jsou přední křídla redukována na zaoblené pahýly. Samice mají dlouhé kladélko.